# Coda di Volpe Bianco
Die alte  autochthone Weißweinsorte Coda di Volpe Bianco (auf Lateinisch: „caudia vulpium“) wird um Neapel in der italienischen Region Kampanien kultiviert.

## Herkunft, Abstammung
Es handelt sich um eine sehr alte Rebsorte, denn die erste Erwähnung erfolgte bereits 1592 durch den Gelehrten Giovanni Battista della Porta (1535–1615).
Der Begriff „caudia vulpium“ wurde erstmals von Plinius dem Älteren verwendet, als er die Form der antiken Rebsorte ‘Alopecis’ mit der Form eines Fuchsschwanzes verglich  (‘Coda di Volpe’ = ital.  Fuchsschwanz). ‘Alopecis’ könnte ein Vorfahr der Rebsorte ‘Coda di Volpe’ sein.

## Ampelographische Sortenmerkmale
- Die Triebspitze ist offen. Sie ist stark behaart.
- Die Jungblätter sind spinnwebig behaart.
- Die Blätter sind fünflappig (selten sogar neunlappig) und stark gebuchtet. Die Stielbucht ist lyrenförmig offen. Das Blattrand ist spitz gesägt. Die Blattoberseite ist in der Nähe der Stielbucht blasig derb ausgeprägt.
- Die konusförmige Traube ist sehr groß (25 – 30 cm lang), geschultert und dichtbeerig. Die länglichen Beeren sind klein und von weißlich-grauer Farbe. Die Beeren sind saftig.

Reife: spät, reift ca. 25 Tage nach dem Gutedel. In ihrer Heimat reift die Sorte in der zweiten Septemberhälfte.

## Wein
Sie zuckerreichen Trauben ergeben einen goldfarbenen, würzigen Weißweine mit Aromen nach Steinfrüchten und leicht salzigen mineralischem Geschmack. Sie wird in den Weinen Fiano di Avellino, Aglianico del Taburno, Vesuvio, Sannio, Greco di Tufo und Campi Flegrei verwendet.

## Verbreitung
Die Sorte ist in Kampanien und dort besonders in den Provinzen Avellino und Benevento verbreitet.
In den 2010er Jahren betrug die bestockte 568 ha. In den 1990er Jahren waren es noch doppelt so viel.

## Synonyme
14 Synonyme: Alopecis, Byala Lisicha Opashka, Cianca Rossa, Coada Vulpi, Coda di Pecora, Coda di Volpe, Coda di Volpe de Maddaloni, Coda di Vulpe, Durante, Falerno, Guarnaccia Bianca, Lisica Opasca Bjelaja, Lisitcha Opachka Biala, Pallagrello, Pallagrello Bianco.